# La Samaritaine

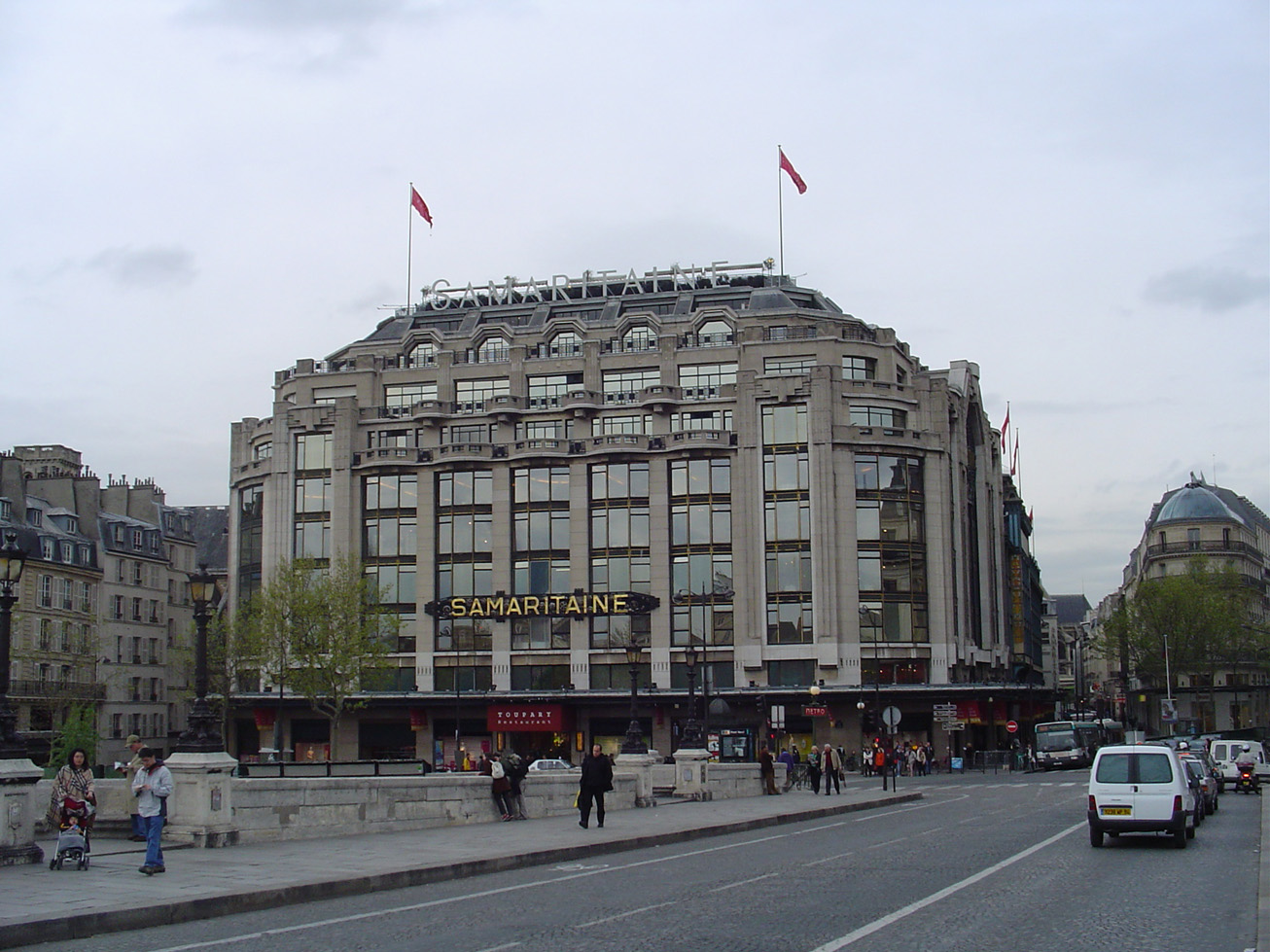
La Samaritaine.

La Samaritaine är ett stort varuhus i Paris första arrondissement. Varuhuset ägs av företagsgruppen LVMH (Louis Vuitton Moët Hennessy).
Varuhuset är beläget öster om Louvren vid Pont Neuf norra brofäste i centrala Paris. Den närmsta métro-stationen är Pont-Neuf. La Samaritaine öppnade år 1869. Byggnaden är en blandning av art nouveau och art déco, ritad av Frantz Jourdain och Henri Sauvage. 
Själva namnet La Samaritaine kommer från en hydraulisk pump som fanns vid Pont Neuf mellan 1609 och 1813. På pumpens framsida fanns en ingravering föreställande Jesu möte med en samarisk kvinna vid en brunn i Samarien (Johannesevangeliet 4:4–42).
Den 10 juni 2005 meddelades det att La Samaritaine skulle stängas i ett par år till följd av allvarliga brister i brandsäkerheten. I december 2008 meddelades det att oenighet bland ägarna gjorde att varuhusets framtid var oklar. På varuhusets webbplats meddelas endast att det är stängt på grund av arbeten med säkerheten.
Varuhuset öppnade igen den 23 juni 2021.